# Bályok
Bályok (románul Balc) falu Romániában, Bihar megyében.

## Fekvése
Margittától 18 km-re délkeletre fekszik a Berettyó jobb partján.

## Története
A település a Bályoki család ősi fészke, a család építtette egykor az itteni templomot is, melyet azonban a 15. században teljesen átalakítottak.
1213-ban Baluc néven említik először.
1465-ben Bályoki Szilveszter volt a település földesura.
1484-ben Pruisz János váradi püspöké lett, aki itt kastélyt is építtetett, melynek nyomai még az 1800-as évek második felében is láthatók voltak.
1490-ben a Báthori-család volt a Bályok birtokosa.
1552-ben már a Szénássy család birtoka, később a Kun, Tisza, Bekk és a Kabos család is birtokos volt itt.
A 20. század elején gróf Károlyi Tiborné szül. Dégenfeld Schomburg Emma grófnő volt birtokosa, aki itt 1896-ban szép kastélyt is építtetett.
Határában feküdt a középkorban Dörsök (1213: Dirsig) falu, ma Dörsökpuszta.
1910-ben 1347 túlnyomóan magyar lakosa volt.
A trianoni békeszerződésig Bihar vármegye Margittai járásához tartozott. 1992-ben társközségeivel együtt 3682 lakosából 2506 román, 892 magyar, 280 cigány és 1 német lakosa volt.

## Ismert szülöttei
- Itt született 1921. április 11-én Leiher Géza kertészmérnök, kertészeti szakíró, az almatermesztés szakértője.
- Itt született 1922. december 13-án Virág Károly református lelkész, egyházi író.
- Itt született Korocz Géza (1879–1942), később Amerikában szolgáló református lelkész.[2]